# DTB Pokal Stuttgart 2025
A EnBW DTB Pokal Team Challenge and Mixed Cup 2025 foi uma competição de ginástica artística realizada de 27 a 30 de março de 2025 na Porsche Arena em Stuttgart, Alemanha. O evento consistiu em cinco competições distintas ao longo de três dias: um desafio por equipes para homens e mulheres da categoria sênior; um desafio por equipes para homens e mulheres da categoria juvenil; e uma copa por equipes mista, disputada entre equipes seniores mistas do Canadá, Alemanha, Holanda e Estados Unidos.

## Calendário
| Data                      | Sessão                                                                                               | Horário     |
| ------------------------- | --- | ----------- |
| Quinta-feira, 27 de março | Team Challenge Men                                                                                   | 14:45–22:00 |
| Sexta-feira, 28 de março  | Junior Team Challenge Men                                                                            | 10:00–16:30 |
| Sexta-feira, 28 de março  | Team Challenge Women                                                                                 | 19:00–22:00 |
| Sábado, 29 de março       | Junior Team Challenge Women                                                                          | 14:00–17:00 |
| Sábado, 29 de março       | Mixed Cup                                                                                            | 19:00–22:00 |
| Domingo, 30 de março      | Finais por Aparelhos Solo masculino, cavalo com alças e argolas Salto feminino e barras assimétricas | 10:00–12:15 |
| Domingo, 30 de março      | Finais por Aparelhos Salto masculino, barras paralelas e barra fixa Trave e solo feminino            | 15:00–17:45 |

## Medalhistas

### Sênior
| Evento              | Ouro | Prata                                                                                                 | Bronze                                                                                        |
| ------------------- | --- | --- | --------------------------------------------------------------------------------------------- |
| Team Challenge      | | |                                                                                               |
| Masculino           | | |                                                                                               |
| Equipe              | Japão Ryosuke Doi Kazuma Kaya Takumi Onishima Wataru Tanigawa Tomoharu Tsunogai                            | Estados Unidos Taylor Christopulos Jun Iwai Riley Loos Kiran Mandava Kai Uemura                       | Itália Yumin Abbadini Lorenzo Bonicelli Lorenzo Minh Casali Edoardo de Rosa Niccolo Vannucchi |
| Solo                | Artem Dolgopyat                                                                                            | Lorenzo Minh Casali                                                                                   | Jun Iwai                                                                                      |
| Cavalo com Alças    | Zeinolla Idrissov                                                                                          | Edoardo de Rosa                                                                                       | Ryosuke Doi                                                                                   |
| Argolas             | Wataru Tanigawa                                                                                            | Riley Loos                                                                                            | Lorenzo Minh Casali                                                                           |
| Salto               | Wataru Tanigawa                                                                                            | Luca Murabito                                                                                         | James Hardy                                                                                   |
| Barras Paralelas    | Tomoharu Tsunogai                                                                                          | Jermain Grünberg                                                                                      | Nicola Cuyle                                                                                  |
| Barra Fixa          | Yumin Abbadini                                                                                             | Jun Iwai                                                                                              | Victor Martinez                                                                               |
| Feminino            | | |                                                                                               |
| Equipes             | Espanha Marina Escudero Laia Font Laia Masferrer Alba Petisco Carlota Salas                                | Canada Gabrielle Black Lia Redick Rose Woo                                                            | Great Britain Shantae-Eve Amankwaah Grace Davies Ema Kandalova Frances Stone Tilly Wright     |
| Salto               | Gabrielle Black                                                                                            | Lisa Vaelen                                                                                           | Laia Font                                                                                     |
| Barras Assimétricas | Rose Woo                                                                                                   | Lucy Stewart                                                                                          | Nina Derwael                                                                                  |
| Trave               | Nina Derwael                                                                                               | Silja Stöhr                                                                                           | Ema Kandalova                                                                                 |
| Solo                | Yali Shoshani                                                                                              | Lisa Vaelen                                                                                           | Gabrielle Black                                                                               |
| Mixed Cup           | | |                                                                                               |
| Equipes             | Estados Unidos · Nola Matthews · Simone Rose · Ashlee Sullivan · Riley Loos · Kiran Mandava · Alex Nitache | Alemanha · Janoah Müller · Karina Schönmaier · Silja Stöhr · Nils Dunkel · Timo Eder · Alexander Kunz | Canadá · Gabrielle Black · Lia Redick · Rose Woo · Kai Iwaasa · Chris Kaji ·                  |

### Juvenil
| Evento              | Ouro                                                                    | Prata                                                                         | Bronze                                                                          |
| Masculino           | Masculino                                                               | Masculino                                                                     | Masculino                                                                       |
| ------------------- | ----------------------------------------------------------------------- | ----------------------------------------------------------------------------- | ------------------------------------------------------------------------------- |
| Team                | China Ji Xinghui Long Houcheng Wang Chengcheng Yang Lanbin Zhao Ruiyang | Estados Unidos Nartey Brady Maksim Kan Danila Leykin Dante Reive Nathan Roman | Grã-Bretanha George Atkins Uzair Chowdhury Jude Irons Evan McPhillips Sol Scott |
| Solo                | Nurtan Idrissov                                                         | Antonin Delaye                                                                | Nathan Roman                                                                    |
| Cavalo com Alças    | Wang Chengcheng                                                         | Scott Sol                                                                     | Roman Khegay                                                                    |
| Argolas             | Dante Reive                                                             | Gabriel Barris                                                                | Jayden Paton                                                                    |
| Salto               | Nurtan Idrissov                                                         | Scott Sol                                                                     | Jayden Paton                                                                    |
| Barras Paralelas    | Uzair Chowdhury                                                         | Yang Lanbin                                                                   | Danila Leykin                                                                   |
| Barra Fixa          | Danila Leykin                                                           | Ron Ortal                                                                     | George Atkins                                                                   |
| Feminino            |                                                                         |                                                                               |                                                                                 |
| Equipes             | China Chen Ziyan Nian Shiyan Qin Ziyue Xie Guying Yu Wenjing            | Alemanha Anni Bantel Lucia Bracka Madita Mayr Frederika Suhl Luna Zimmermann  | Bélgica Zélia Caufriez Mie de Wilde Camille Galand Fleur Leeman Aziza Oeyen     |
| Salto               | Madita Mayr                                                             | Camille Galand                                                                | Jenitha Johnson                                                                 |
| Barras Assimétricas | Xie Guying                                                              | Anni Bantel                                                                   | Susana Martinez                                                                 |
| Trave               | Yu Wenjing                                                              | Camille Galand                                                                | Lucia Gutierrez                                                                 |
| Solo                | Qin Ziyue                                                               | Frederika Suhl                                                                | Camille Galand                                                                  |